# シワテテオ
アステカ神話においてシワテテオ (Cihuateteo, Ciuteoteo, Ciuateoteo, Civateteo) は出産時に死亡した女性の魂が神秘的な存在と化したものである。図像に見られるその顔は骸骨に酷似しており手にはカギ爪を生やしている。

## 解説
アステカ人の間では出産は戦いと同じと考えられ、出産によって死亡した女性は戦死者と同じように讃えられた。出産時に死亡した女性の死体が勝利を導くと信じられていた一方、その魂はシワテテオとして恐れられた。シワテテオは太陽が沈むと十字路に出現して、子供をさらったり、病気の発作や狂気を引きおこしたり、男性を誘惑すると考えられている。
シワテテオは五つの西のトレセーナ（1の鹿、1の雨、1の猿、1の家、1の鷲）の日に地上に現れ、この日は特に危険であると考えられた。
死者の世界ミクトランからの使者であると考えられ、女神シワコアトルがその守護神であるとされている。